# 二號坦克
二号坦克（德语：Panzerkampfwagen II, Pz. Kpfw. II），是納粹德國于1930年代研制的一款轻型坦克，编号为Sd. Kfz. 121。在第二次世界大戰期间，二号战车被德军用來填補其他設計中坦克的空隙，它在波蘭戰役與法國戰役扮演了很重要的角色。至1942年底前，絕大多數二号坦克已經離開一線，生產線到1943年終止，而其車體繼續被改进为其它種類的裝甲車輛。

## 設計
本車車身由表面硬化鋼板焊接而成，前方裝甲平均厚約30毫米，而後側方裝甲則為16毫米；炮塔亦以此製成，前緣處厚約30毫米，後側方則為16毫米。引擎室位於車體後方，動力經由戰鬥艙傳至前方ZF恆久嚙合式的手動變速箱，總計有前進六檔、倒車一檔，由離合器以及煞車來進行控制。駕駛座位於車身左前方，戰鬥艙上方為砲塔，位置略往左偏。主要武器為20毫米Kwk30機砲，能发射PzGr.39穿甲彈、PzGr.40高速穿甲弹以及Sprgr. 39高爆弹，全車帶有18个10發的20毫米弹匣（共180发）和1425發7.92毫米機槍彈藥。大多數車型都備有無線電。本車承載系統設計十分特別，五個路輪分別裝置在四分之一橢圓的避震葉片上；前輪位於前方、惰輪則在後方，履帶雖為窄型，但仍十分堅固。

## 歷史發展
1934年德國陸軍部提出發展重量10噸，裝備20毫米火炮的裝甲車輛的計劃。德國軍器局便於1935年後期分別要求MAN、克虜伯、亨捨爾(Henschel)及戴姆勒·賓士(Daimler-Benz)設計一種重量10噸以下、擁有一挺20毫米機炮和兩挺7.92毫米機槍的輕型坦克。
亨捨爾的設計樣車稱為LaS 100H，即「100H農業拖拉機」，這是防止凡爾賽條約條款干涉的一種偽裝名稱。沒有炮塔的敞開式車體由6個小直徑負重輪支撐。MAN的設計樣車稱為LaS 100MAN（100MAN農業拖拉機），外形和英國「卡登·洛伊德6」輕型坦克相似，每側有5個小直徑負重輪和4個托帶輪，采用2個一組的板彈簧平衡式懸掛，同樣沒有炮塔。克虜伯的設計樣車稱為LKA2（K）或LaS100K（100K農業拖拉機）。與其他兩家公司不同，克虜伯將以前自己設計的一號坦克樣車加以改進，仍使用4個大直徑負重輪（最後一個接地作為誘導輪）支撐車體，炮塔比一號坦克的大並且裝有一門KWK30型20毫米機關炮和一挺擁有大型防彈板的7.92毫米機槍，使用視野寬廣的蔡斯（Zeiss）潛望鏡。

## 軍方採用

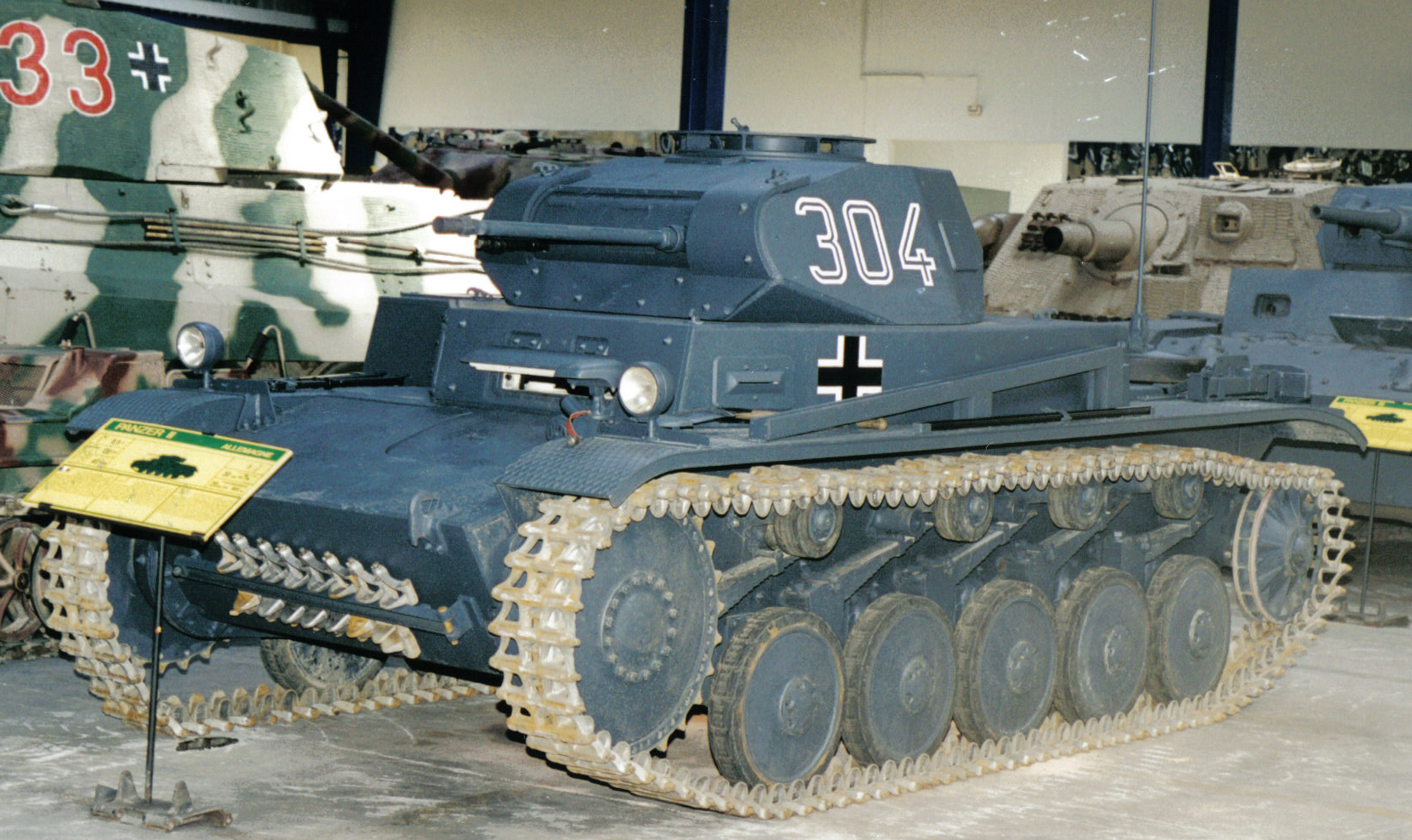
二號戰車C型

奧格斯堡-紐倫堡機械工廠股份公司 / MAN集團最終中標，但軍方規定公司必須在新坦克上安裝克虜伯制造的炮塔。其後的開發工作由MAN集團和戴姆勒·賓士合作進行。1937年7月，二號A型修正了原先部分的設計並開始出廠，是第一種量產型二號坦克。裝甲厚度增加，尤其是前緣裝甲處。承載系統和動力系統也做了改良，加大了梅巴赫引擎的汽缸內徑，使動力增加了10馬力，全身重量增加的較原先設計近2000公斤。由於沒有指揮塔而使車長觀察十分不便，進而導致射擊控制困難；為了改善這缺點，二號A型指揮塔被重新設計，而其改良型則陸續被命為二號B型（1937年12月投產）和二號C型（1938年6月投產）。並提升了其防護性能，在駕駛室前部和炮塔前部也加裝了20毫米的附加裝甲（用螺栓固定），同時也換裝了較大馬力的引擎和新型的齒輪組與履帶。

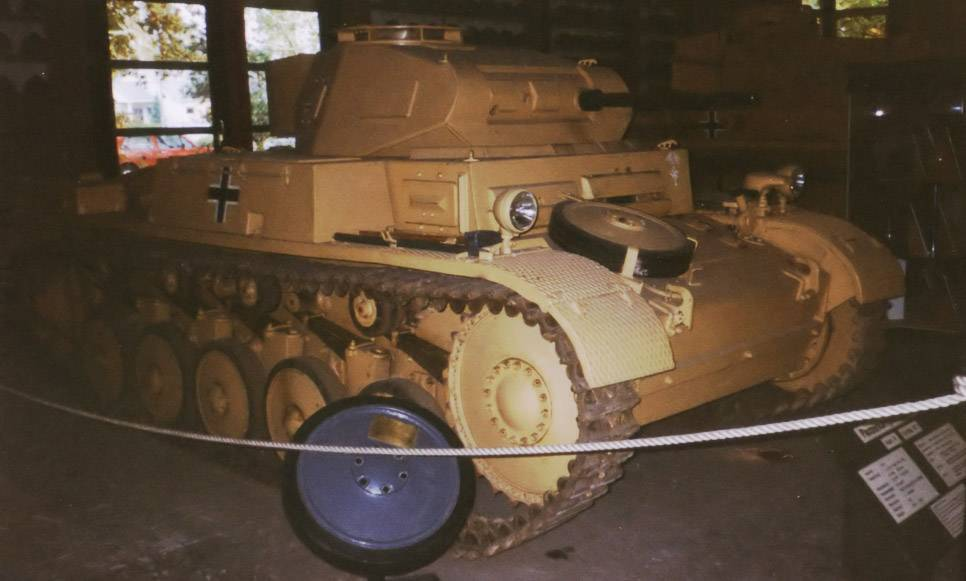
二號戰車F型

由於早期二號坦克在火力、防護和機動性方面都遜色於捷克的Panzer 38(t)，軍方於是向廠家提出了進一步修改的要求，進而設計出二號F型。該坦克是由C型的基礎上改裝的，F型設有車長指揮塔，從而更好地保證了觀察的安全性。駕駛室前部裝甲改為35毫米並一體化、側部增至20毫米，解決了以前臨時附加裝甲結構不牢固的問題，但車重也增加到9.5噸。車體前部裝甲再次改為平直型並經常掛有備用履帶作為防護。F型後期改裝了威力更強的KWK 38型60倍口徑20毫米機關炮並在炮塔後部加上了工具箱。

## 後期發展

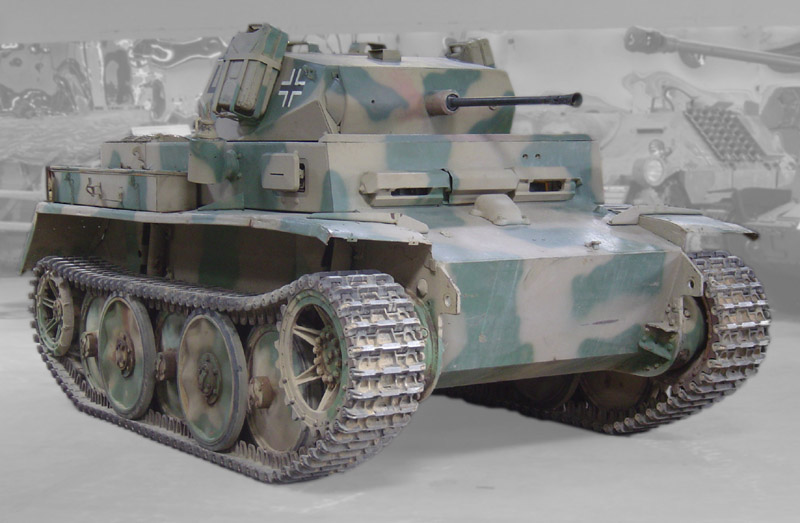
二号坦克L型

1941年6月苏德战争爆發時，二号坦克已经明顯落後於時代，因此在1941年3月至1942年12月生產了524輛二号战车F型後，標準二号坦克開始退出現役，到坦克學校用作訓練、改裝成指揮車之類的特種用途战车，或發給警察和親德組織掃蕩游擊隊。部分二号坦克A～F型改進了發動機和冷卻設備以適應沙漠戰，這些非洲军团使用的二号坦克稱為二号战车A～F（TP）型。二号坦克的底盤还被用作改裝成不同用途的特種車輛，如配备给装甲侦察部队的二号战车L型「山猫」（德语：Luchs）、105毫米自行榴彈炮和配备给步兵师反坦克炮团的黄鼠狼II（德语：Marder II）坦克歼击车。二号坦克還發展出潜水型和裝甲搶修車等衍生型号。

## 衍生型
- 二號戰車D型、E型 Panzerkampfwagen II(2cm) Ausf D, E, (Sd.Kfz.121), LaS 138

以騎兵部隊對象而產生的速度特化型。由戴姆勒朋馳公司以農業用拖拉機138型的名義秘密開發，不過生產則是與過去的型號一樣由MAN公司來進行。雖然砲塔跟A～C型相同，但是車體則是全然不同的設計，底盤部分改為使用大型轉輪與及扭力桿式的懸吊。1939年開始生產的E型，則變為使用和半履帶車一樣的濕式履帶。本車型雖然在波蘭戰役投入實戰，但是越野時的機動性卻比過去的型號來得差，1940年5月起就被排除在部隊編制之外。後來有部分車體被改造為火焰放射車，另外有一部分後來則被改造為黃鼠狼II驅逐戰車（7.62 cm Pak36(r)搭載型）。
- 二號火焰放射戰車 Panzerkampfwagen II Flamm, (Sd.Kfz.122)

通稱 Flamingo。由前述的D型或者E型的底盤改造出來的火焰放射車。
- 二號自走重歩兵砲 15cm sIG 33 auf Fahrgestell Panzerkampfwagen II(Sf)

亦被稱為Sturmpanzer II Bison。將二號戰車的車体加以延長、搭載15cm歩兵砲sIG 33的車型。
- 二號戰車G型 Panzerkampfwagen II Ausf G, VK901

以提升速度為主要目的的發展型，主砲也同時變更為新型的20mm KwK38。在本型之後的二號戰車，多採用跟豹式、虎式相似的扭力感以及交疊式的轉輪。
在製作了12輛試作車之後，量產計畫被終止，沒有配備到部隊的紀錄。至於原本製作出來要當作本車砲塔的剩餘零件，則被轉用為要塞陣地用的火砲。
- 二號戰車J型 Panzerkampfwagen II Ausf J, VK1601

與一號戰車F型(VK1801)同様，是以強化裝甲為主軸的發展型，正面裝甲最厚達到80mm，側面也有50mm。一共製作了22輛，在1943年時配備到第12裝甲師、在東部戰線参加了實戰。
- 二號戰車L型 Panzerspähwagen II Ausf L, (Sd.Kfz.123), VK1303

通稱Luchs(山貓)，僅在1943年9月～1944年1月少量生產了100輛。雖然編號上被歸類為二號戰車，但其實在設計階段開始就可說是完全不同的產物。主武裝只有一門20mm主砲，而且裝甲厚度只有30mm，不過在輕量級的車身上卻安裝了180馬力的大出力發動機，因此最高時速可以達到60km/h。底盤部分則使用了由扭力桿支撐的交疊式大型轉輪。

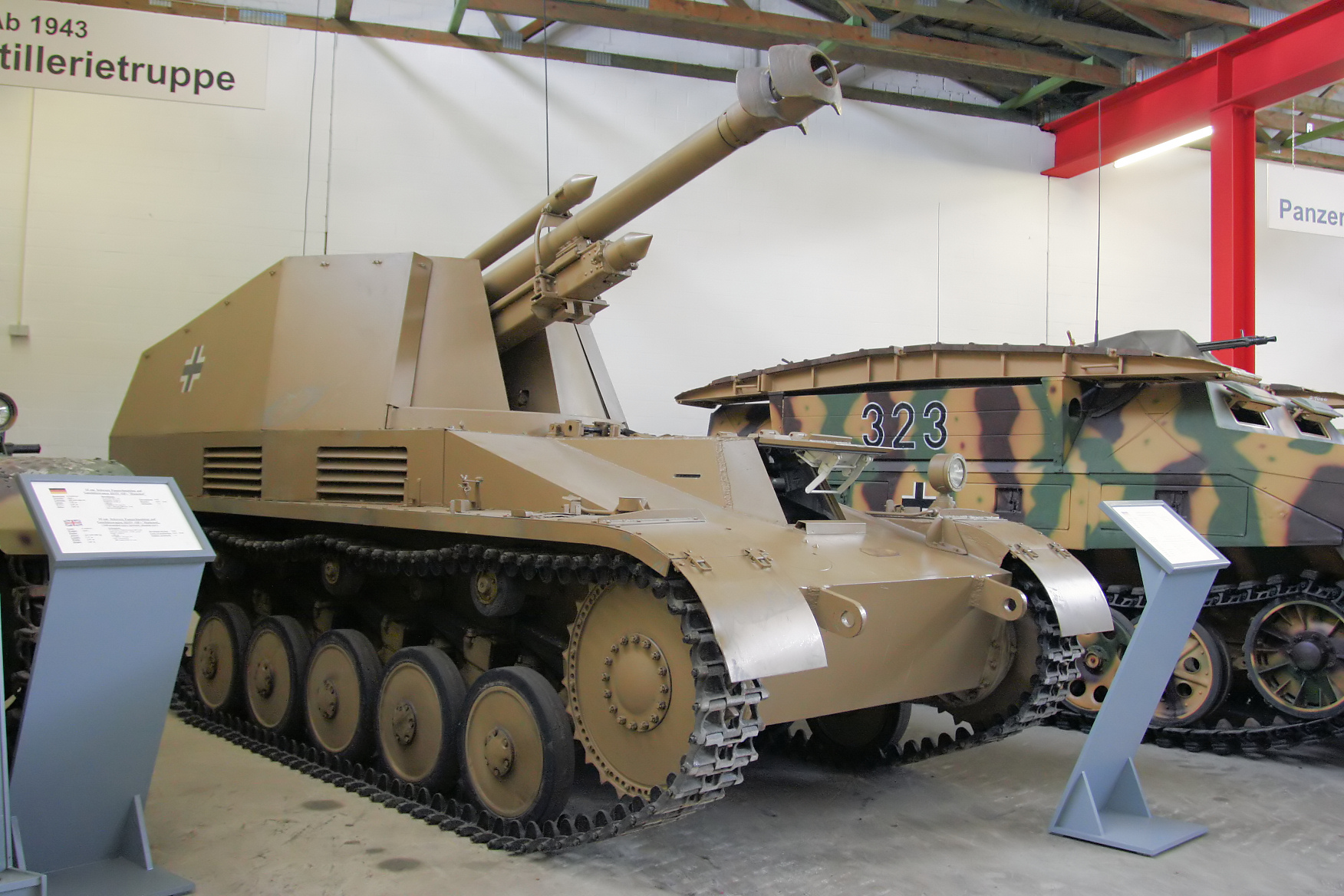
陳列於德國坦克博物館中的黃蜂式

- 黄蜂式自行火炮（Wespe，Sd.Kfz.124）

以二號戰車車體為基礎開發出來的一款105mm榴彈自走砲
- 黃鼠狼II驅逐戰車（Marder II，Sd.kfz.132  Sd.kfz.131）

以二號戰車的底盤為基礎，加裝上76.2mm（俄製）或者75mm（德製）反坦克砲製作而成的。
- 二號兩棲戰車 Panzerkampfwagen II mit Schwimmkörper

二號戰車的實驗性車輛，裝有兩個可拆式的大型浮筒，聲稱在風平浪靜的情況下速度可達每小時 6 英里，能夠應對 4 級海況。該車被分配給1940年成立的第18裝甲師。但隨著海獅計畫的取消，這些坦克被該團在東線以常規方式使用。

## 流行文化

### 電子遊戲
- 《戰爭雷霆》
- 《應徵入伍》

## 外部連結
- AFV Database
- Pictures of Panzer II at battletanks.com（页面存档备份，存于）

## 來源
- Peter Chamberlain and Hilary L. Doyle (1993). Encyclopedia of German Tanks of World War II. Arms and Armour. ISBN 1-85409-214-6.
- Thomas L. Jentz (1998). Tank Combat in North Africa: The Opening Rounds. Schiffer Military History. ISBN 0-7643-0226-4.
- . World War II Vehicles.   [2004-02-03]. （原始内容存档于2004-12-14）.
- . Achtung Panzer!.   [2004-02-03]. （原始内容存档于2000-04-11）.
- . Panzerworld.   [2005-04-19]. （原始内容存档于2013-02-23）.

1. ↑  Scheibert, H. (1994). Panzer II. Atglen, PA: Schiffer Pub. Co.